# Petäjävesi

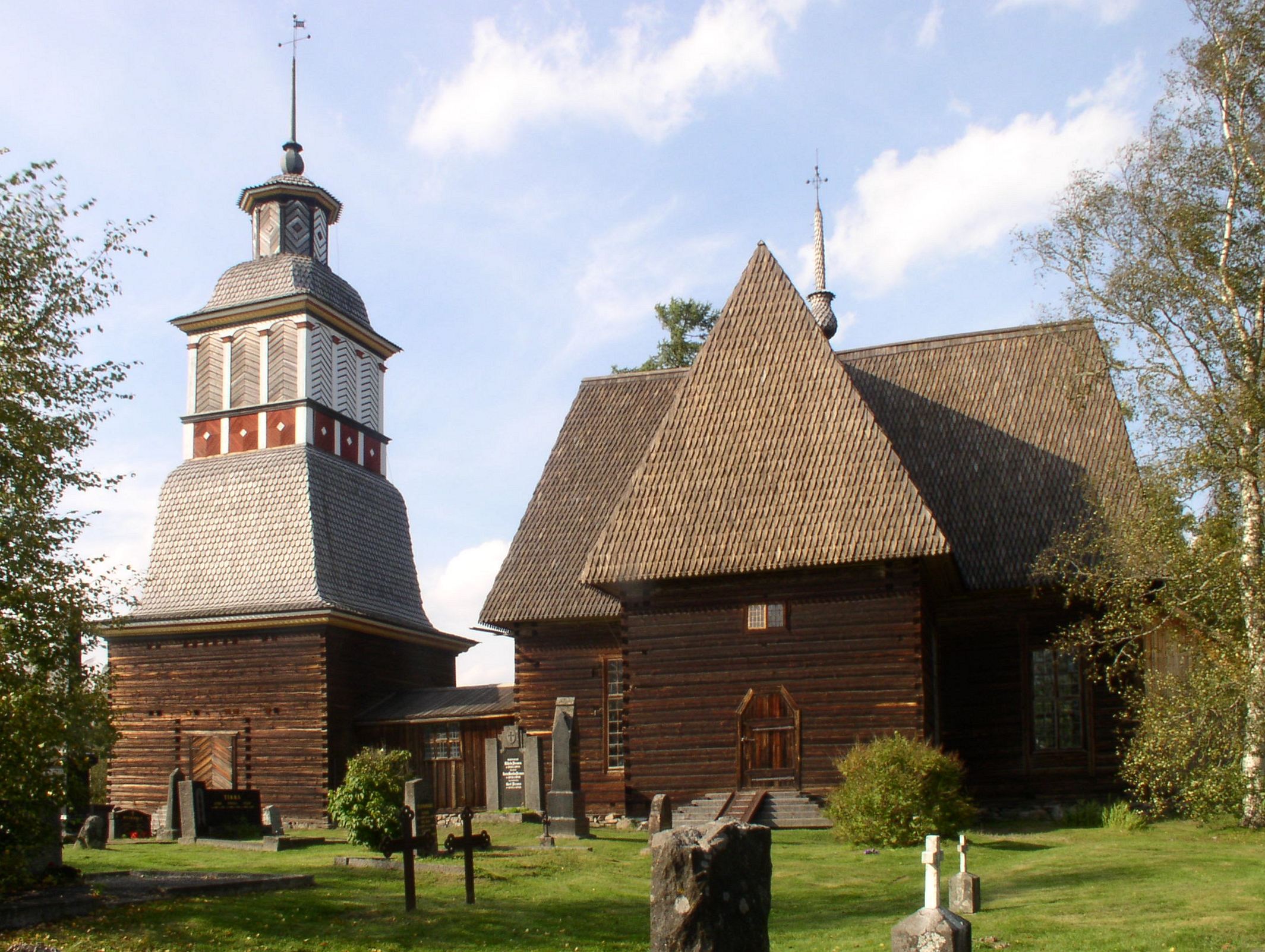
Stary kościół w Petäjävesi, widok od południa

Petäjävesi – gmina w Finlandii, w prowincji Finlandia Zachodnia. Liczba ludności 4 001 (2010), powierzchnia 495,55 km².
W latach 1763–1765 zbudowano tutaj drewniany kościół luterański – Stary kościół w Petäjävesi, który w 1994 został wpisany na listę światowego dziedzictwa UNESCO jako przykład tradycyjnego skandynawskiego budownictwa, łączącego renesansowy plan krzyża greckiego z elementami budownictwa gotyckiego.

## Sąsiadujące gminy
- Jyväskylä
- Jämsä
- Keuruu
- Multia
- Uurainen